# Ray Gallagher
Ray Gallagher (17 d'abril de 1885 i 6 de març de 1953) va ser un actor estatunidenc del cinema mut. Va aparèixer en més de 90 pel·lícules entre 1912 i 1936. Va aparèixer en moltes produccions a Universal. Va néixer a San Francisco (Califòrnia) i va morir a Camarillo (Califòrnia) d'un infart de miocardi.

## Filmografia parcial
- The Prisoner's Story (1912)
- Judgment of the Sea (1912)
- Her Boy (1913)
- Her Life's Story (1914)
- Maid of the Mist (1915)
- The Grind (1915)
- Wanted: A Leading Lady (1915)
- The Trail of '98 (1928)
- Half a Bride (1928)
- Sinners' Holiday (1930)
- Song of the Trail (1936)
- Desert Guns (1936)